# Pfälzer Mandelpfad
Der Pfälzer Mandelpfad ist ein rund 100 Kilometer langer regionaler Wanderpfad in der Pfalz im Bundesland Rheinland-Pfalz.

## Verlauf des Pfades
Der Pfad, als Themenweg konzipiert, verläuft in seiner Hauptstrecke von Norden nach Süden durch die Vorder- und Südpfalz, mitten durch die Weinberge entlang der Deutschen Weinstraße im Pfälzer Weinbaugebiet.
Er beginnt bei Bockenheim an der Weinstraße und verläuft über Grünstadt, Kleinkarlbach, Bobenheim am Berg, Weisenheim am Berg, Kallstadt, Bad Dürkheim, Wachenheim, Deidesheim, Königsbach, Gimmeldingen, Neustadt an der Weinstraße, Maikammer, Edenkoben, Gleisweiler, Klingenmünster und Gleiszellen weiter bis nach Bad Bergzabern. Der Pfad endet schließlich am Deutschen Weintor in Schweigen-Rechtenbach.

## Historisches zu den Pfälzer Mandelbäumen
Das Hauptverbreitungsgebiet des Mandelbaumes in Europa ist der Mittelmeerraum. Im Süden der Pfalz herrscht zwischen dem Oberrhein und der Haardt ein mildes, nahezu mediterranes Klima, ähnlich dem Klima in Südtirol. Daher gedeihen hier die exotischsten Pflanzen. So findet sich neben Kiwis, Zitronen, Aprikosen, Pfirsichen, Feigen, Esskastanien auch Mandelbäume, die im März/April hier blühen.
Es wird angenommen, dass schon die Römer den Mandelbaum mitbrachten und ebenso wie den Wein hier systematisch angebaut haben. Verbürgt ist zumindest, dass im 16. Jahrhundert der Bischof von Speyer hier Mandelbäume als wichtigste Fruchtbaumart anpflanzen ließ. Noch heute bezeugen viele Flurbezeichnungen wie Gimmeldinger Mandelgarten, Maikammerer Mandelhöhe, Edesheimer Mandelhang oder Birkweiler Mandelberg die lange Tradition des Mandelanbaus.
Heute herrschen bei den angebauten Sorten die rosa blühende „Perle der Weinstraße“ sowie die weiß blühende „Dürkheimer Krachmandel“ vor. Die Mandeln werden in vielen regionalen Produkten verarbeitet, u. a. zu Mandelbrot, Mandelpralinen und Mandeleis.

## Die Mandelblüte
Ab Anfang März ist die Landschaft an der Deutschen Weinstraße rosarot gefärbt. Das ist die berühmte Mandelblüte, die circa zwei bis drei Wochen währt. Die ersten Blüten können schon Anfang März erscheinen, jedoch liegt die wetter- und temperaturabhängige Hauptblütezeit meistens zwischen dem 20. März und dem 10. April. Für Besucher der Gegend gibt es zu dieser Zeit auch Führungen.
Zur Zeit der Mandelblüte wird in dem Ort Gimmeldingen das berühmte Mandelblütenfest gefeiert. Es kommen pro Jahr tausende Besucher und natürlich wird jedes Jahr auch eine Mandelblütenkönigin gekürt. Dieses Fest ist in der Pfalz zugleich das erste Weinfest im Jahr. In Gimmeldingen befindet sich auch der Mandelblüten-Panoramaweg sowie der Mandelblüten-Lehrpfad, beide machen heute, obschon älter, einen Teil des Pfälzer Mandelpfades aus.

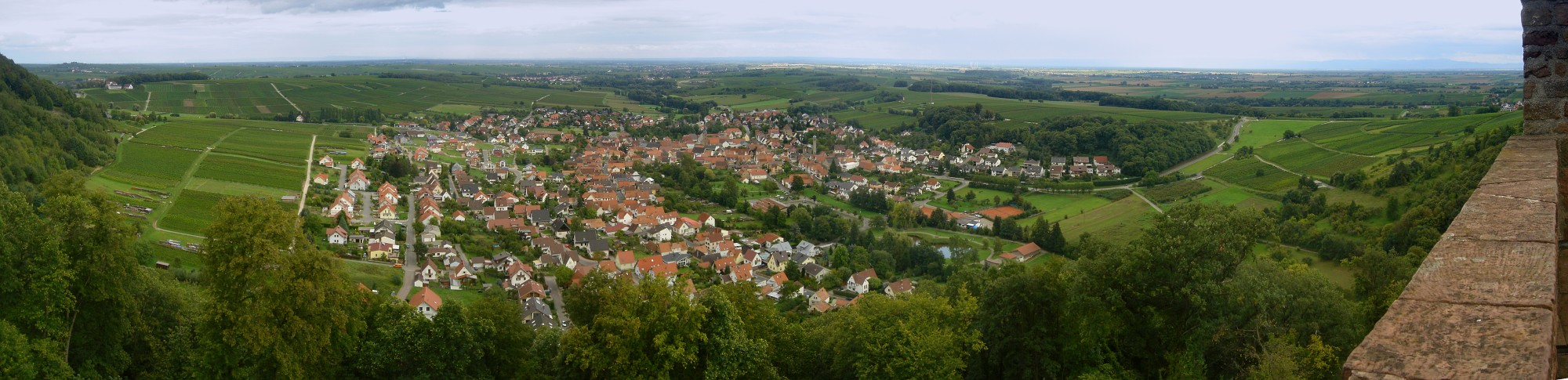
Klingenmünster von der Burg Landeck aus betrachtet.

Seit 2010 werden historische Sehenswürdigkeiten entlang der Deutschen Weinstraße bei Anbruch der Dunkelheit in den weißrosa Farbtönen der Mandelblüte beleuchtet, darunter die Wachtenburg in Wachenheim, das Hambacher Schloss, die Burg Trifels bei Annweiler, die Burg Landeck in Klingenmünster und das Deutsche Weintor in Schweigen-Rechtenbach.

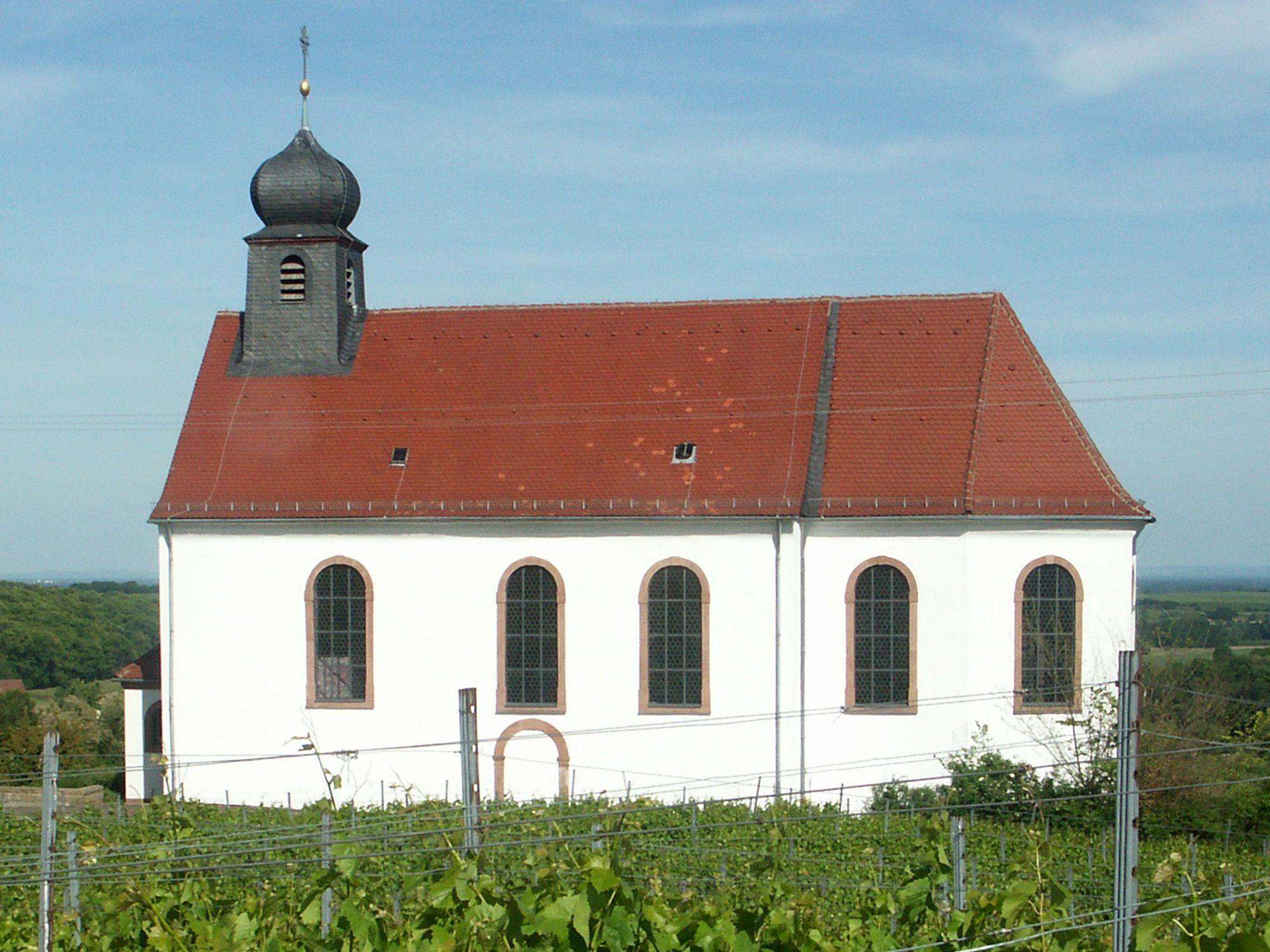
An der Dionysius-Kirche bei Gleiszellen beginnt der Muskateller-Rundwanderweg

## Rundwege und weitere Pfade
An der Hauptstrecke des Mandelpfades liegen insgesamt drei größere Rundwege (bei Maikammer, bei Rhodt und bei Birkweiler). Darüber hinaus gibt es noch weitere Pfade und Wege entlang der Strecke wie beispielsweise in Gleiszellen den Muskateller-Rundwanderweg durch eines der größten deutschen Anbaugebiete für Gelben Muskateller. Am Deutschen Weintor in Schweigen-Rechtenbach befindet sich schließlich der älteste Weinlehrpfad Deutschlands.

## Nachweise
1. ↑  wanderportal-pfalz.de - Themenwege
2. ↑  Willkommen auf dem Pfälzer Mandelpfad, Wegbeschreibung (Memento vom 26. März 2017 im Internet Archive)
3. ↑  maikammer-erlebnisland.de - Pfälzer Mandelpfad
4. ↑  Gimmeldinger Mandelblütenfest (Seite nicht mehr abrufbar, festgestellt im Mai 2024. Suche in Webarchiven)  Info: Der Link wurde automatisch als defekt markiert. Bitte prüfe den Link gemäß Anleitung und entferne dann diesen Hinweis.